# Judo la Jocurile Olimpice de vară din 1984
Probele sportive de judo la Jocurile Olimpice de vară din 1984 s-au desfășurat în perioada 4 - 11 august 1984 la Eagle's Nest Arena.

## Medaliați
| Probă            | Aur                      | Argint                    | Bronz                                             |
| 60 kg detalii    | Shinji Hosokawa (JPN)    | Kim Jae-yup (KOR)         | Neil Eckersley (GBR) Edward Liddie (USA)          |
| 65 kg detalii    | Yoshiyuki Matsuoka (JPN) | Hwang Jung-oh (KOR)       | Marc Alexandre (FRA) Josef Reiter (AUT)           |
| 71 kg detalii    | Ahn Byeong-keun (KOR)    | Ezio Gamba (ITA)          | Kerrith Brown (GBR) Luiz Onmura (BRA)             |
| 78 kg detalii    | Frank Wieneke (FRG)      | Neil Adams (GBR)          | Mircea Frățică (ROU) Michel Nowak (FRA)           |
| 86 kg detalii    | Peter Seisenbacher (AUT) | Robert Berland (USA)      | Walter Carmona (BRA) Seiki Nose (JPN)             |
| 95 kg detalii    | Ha Hyung-joo (KOR)       | Douglas Vieira (BRA)      | Bjarni Friðriksson (ISL) Günther Neureuther (FRG) |
| +95 kg detalii   | Hitoshi Saito (JPN)      | Angelo Parisi (FRA)       | Mark Berger (CAN) Cho Yong-chul (KOR)             |
| Deschisă detalii | Yasuhiro Yamashita (JPN) | Mohamed Ali Rashwan (EGY) | Mihai Cioc (ROU) Arthur Schnabel (FRG)            |

## Clasament pe medalii
| Loc   | Țară                       | Aur | Argint | Bronz | Total |
| ----- | -------------------------- | --- | ------ | ----- | ----- |
| 1     | Japonia                    | 4   | –      | 1     | 5     |
| 2     | Coreea de Sud              | 2   | 2      | 1     | 5     |
| 3     | Germania de Vest           | 1   | –      | 2     | 3     |
| 4     | Austria                    | 1   | –      | 1     | 2     |
| 5     | Brazilia                   | –   | 1      | 2     | 3     |
| 5     | Franța                     | –   | 1      | 2     | 3     |
| 5     | Marea Britanie             | –   | 1      | 2     | 3     |
| 8     | Statele Unite ale Americii | –   | 1      | 1     | 2     |
| 9     | Egipt                      | –   | 1      | –     | 1     |
| 9     | Italia                     | –   | 1      | –     | 1     |
| 11    | România                    | –   | –      | 2     | 2     |
| 12    | Canada                     | –   | –      | 1     | 1     |
| 12    | Islanda                    | –   | –      | 1     | 1     |
| Total | Total                      | 8   | 8      | 16    | 32    |